# لایوش دوم
لایوش دوم (مجاری: II. Lajos؛ زادهٔ ۱ ژوئیهٔ ۱۵۰۶- درگذشته ۲۹ اوت ۱۵۲۶) پادشاه مجارستان و بوهم از ‎۱۵۱۶–۱۵۲۶ بود. با مرگ او در طی نبرد موهاچ با عثمانی‌ها و نداشتن وارث، مجارستان به سه پاره: پادشاهی مجارستان، ترانسیلوانی و عثمانی تقسیم شد.

## کودکی
لایوش پسر اولاسلوی دوم، شاه مجارستان از دودمان لهستانی یاگیلون و همسر سومش آن دو فوآ، شاهزادهٔ فرانسوی و ملکهٔ مجارستان بود که به علت زایمان سخت و زودرس پس از چندی درگذشت ولی نوزاد نارسش زنده ماند. در هفته‌های بحرانی پس از تولد، او را در شکمبهٔ خوک به عنوان انکوباتور طبیعی نگه داشتند. اولاسلو پیش از مرگ، لایوش را به عنوان شاه مجارستان و بوهم تاجگذاری کرد و در نه سالگی نیز او را به نامزدی ماریا نوهٔ ماکسیمیلیان یکم، امپراتور مقدس روم از دودمان هابسبورگ درآورد. سرپرستی شاه جوان پس از مرگ ماکسیمیلیان بر عهدهٔ گئورگ، مارگراف براندنبورگ-آنسباخ گذاشته شد. عمویش زیگموند یکم (‎۱۵۰۶–۱۵۴۸) کوشش کرد، لایوش را از نفوذ هابسبورگ بیرون بیاورد ولی از دربار دور بود و موفق نشد. ماریا در سال ۱۵۲۱ به مجارستان آمد و زوج جوان یک سال را در بوهم گذراندند.

## تهدید عثمانی
پس از مرگ اولاسلو، وظیفه سنگین دفاع از مجارستان در برابر حملهٔ عثمانی بر شانه‌های جوان او افتاد. تهدید سال به سال بیش‌تر می‌شد تا در ۱۵۲۱ ارتش سلیمان، بلگراد را محاصره کرد و پس از شصت روز با نرسیدن ارتش مجارستان، قلعه و شهر بدون جنگ به‌دست ترکان افتاد. با جدی شدن تهدیدها لایوش از دول دیگر درخواست کمک کرد که بی‌فایده بود و در نهایت با ارتشی حدوداً ۲۵٬۰۰۰ نیرو در مقابل ارتش ۵۰٬۰۰۰ نفری عثمانی در نبرد موهاچ در ۲۹ اوت ۱۵۲۶ شکستی سخت خورد و خود نیز جانش را از دست داد.

## مرگ
تنها منبع اصلی در مورد نبرد موهاچ به غیر از منابع عثمانی و گزارش‌های مختلفی که پس از روز نبرد نوشته شده‌اند کتابی به قلم ایشتوان بْروداریچ، شاهد نبرد است. وی در کتابش قید کرده‌است که: «پادشاه دیگر در دایرهٔ دید ما نبود. یا به یکی از صفوف جلویی ملحق شده‌بود، چون تصمیم بر آن بود که شاه نباید در یک مکان باقی بماند؛ یا کسانی که پشت سر او ایستاده بودند، او را به مکانی دورتر همراهی کرده‌بودند. هر دو مورد ممکن است … اما مطمئن هستم که وقتی صدای تفنگها بلند شد و جناح راست شروع به عقب‌نشینی کرد، او از صفوف ما ناپدید شده‌بود.» خبر موثق درگذشتِ لایوش را تنها شاهد و همراه شاه، اولریک تْسِتریتس، حاجب دربار در ۳۱ اوت به دست ملکه ماریا در روستایی به نام نِسمِی داد؛ که همراه شاه و ایشتوان آتسِل در باران از نبردگاه فرار کرده‌بود: لایوش که زرهی سنگین بر تن داشت در عبور از یکی از نهرهای دانوب، به داخل آب فرورفته و آتسل برای کمک به دنبالش او نیز غرق شده‌است. در کنار نظر مورخان سرشناس مجارستان که تأکید بر گفتهٔ تنها شاهد مرگ لایوش دارند، فرضیه‌های دیگری نیز مبنی بر قتل او مطرح است.

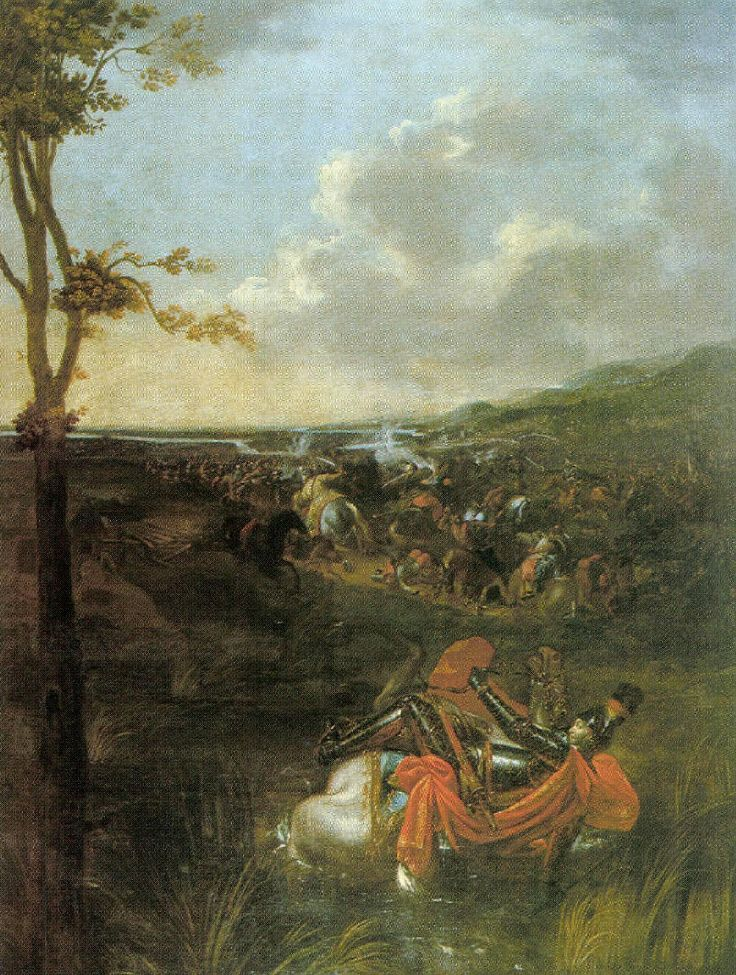
مرگ لایوش اثر ایشتوان دورف‌مایستر
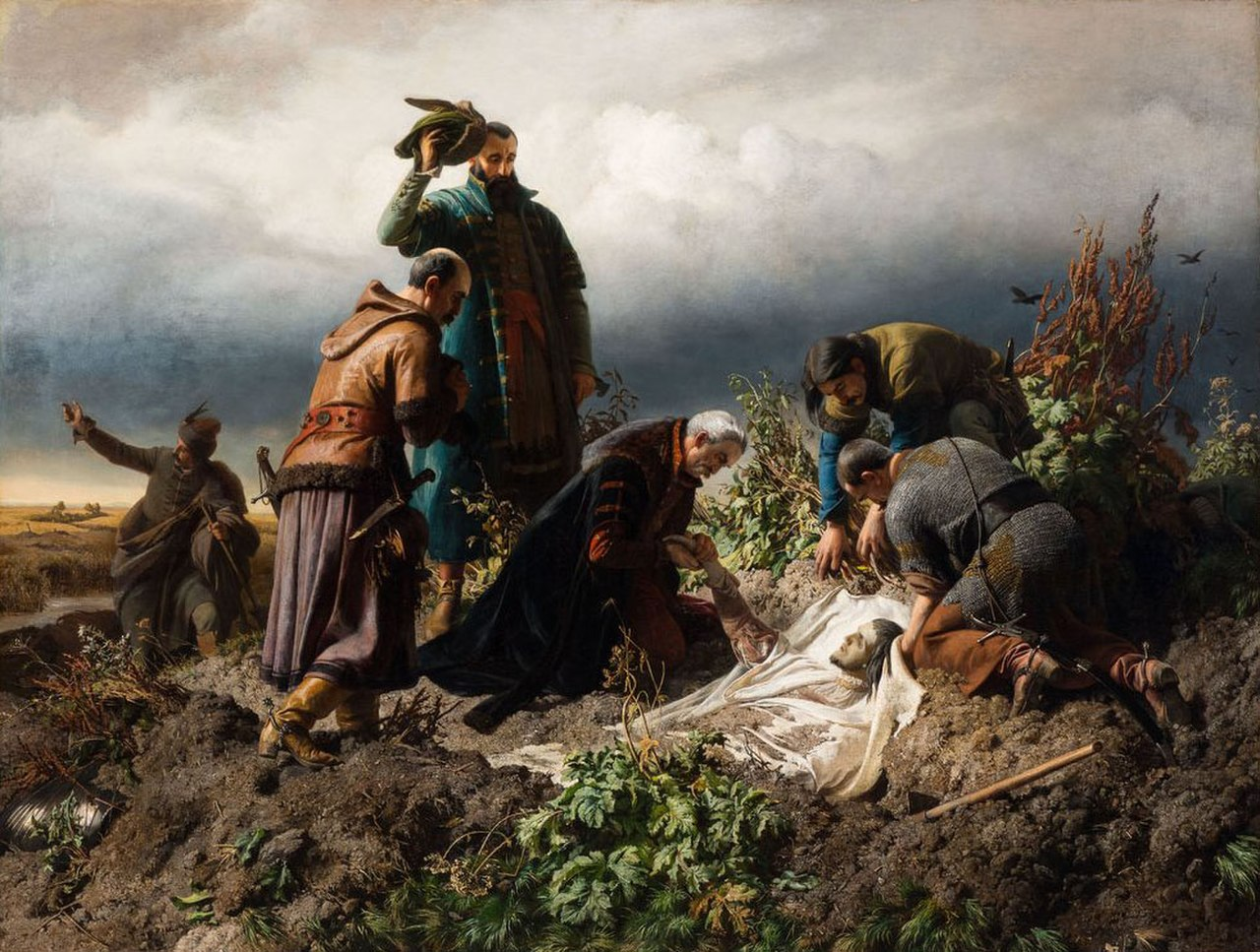
پیدا کردن جسد لایوش اثر برتالان سِکِی
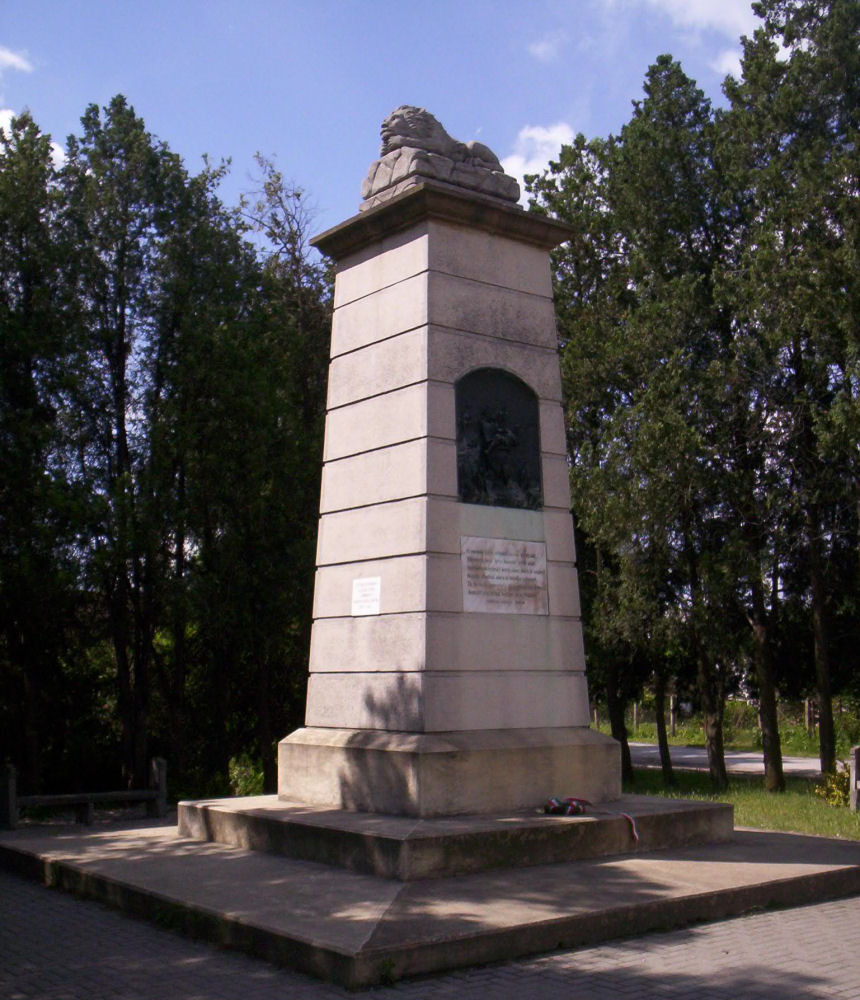
یادبود لایوش دوم در نزدیکی رود چِله، جایی که گفته می‌شود در آن غرق شد